# Twisted Lake
Der Twisted Lake (englisch für Verdrehter See) ist ein kleiner See im Westen von Signy Island im Archipel der Südlichen Orkneyinseln. Er liegt 160 m nordöstlich der Cummings Cove.
Das UK Antarctic Place-Names Committee benannte den See 1975 so wegen seiner unregelmäßigen Uferlinie.